# Карта Першинга
Карта Першинга (англ. Pershing Map) была первым проектом национальной сети скоростных автодорог США. Большое количество дорог, которые были предложены в проекте, позже вошли в Систему межштатных магистралей.
Когда в Армии США поняли, что они не могут удовлетворить собственные логистические потребности во время Первой мировой войны исключительно использованием железнодорожного транспорта, то начали организовывать автоконвои для поставки, первый из которых отправился в 1917 году из Толидо в Балтимор. После отслеживания тяжелой судьбы двухмесячного движения Трансконтинентального автомобильного перехода (англ. Transcontinental Motor Convoy) в 1919 году потребность в улучшении инфраструктуры стала ещё более очевидной.
В 1921 году новоназначенный председатель Бюро общественных дорог (англ. Bureau of Public Roads) Томас Макдональд сделал запрос в армию относительно списка дорог «высочайшей значимости на случай войны». Макдональд получил Геологический отчёт, позже персонал Бюро общественных дорог тщательно изучил детали армейского запроса и представил результат этой работы на большой, 9,8 метров длиной (32 фута), карте планов на случай войны. Генерал армии США Джон Першинг сам доложил о результатах Конгрессу Соединенных Штатов в 1922 году с предложением, ставшим впоследствии известным как Карта Першинга.

## Результаты и современная критика
Большая часть из 126 000 км (78 000 миль) дорог, содержавшихся в запросе, со временем были построены, вместе с другими, впоследствии названными межштатными магистралями. Предложение несло милитаристский дух и подчёркивало защиту побережья и границы с Мексикой и ориентацию на промышленные нужды; этот настрой концентрировался на защите Глубокого Юга и не учитывал нужды экономического развития с высоким приоритетом для дорог, направлявшимся к таким контрольным точкам, как Су-Сент-Мари в Мичигане. Профессор Стивен Датч отмечает, что такая маршрутизация отражает технологии и потребности военнослужащих после Первой мировой войны. Месторождения угля и порты для железа были критическими для производства стали, однако месторождения нефти в Западном Техасе и Оклахоме не были настолько важны в то время. Также, имея малый объём инфраструктуры, южная часть Флориды не была приоритетной, поскольку ни одна из армий, если высадилась бы там в то время, не имела возможностей для продвижения на север.